# Elkopplare

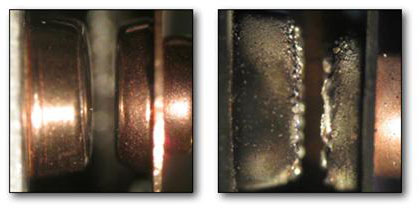
Kontakt i nyskick och i slutet av livslängden, där svetsning och ljusbågar eroderat ytorna.

En elkopplare eller kopplande apparat är en elkraftapparat, som öppnar och sluter strömbanor. Det finns flera typer:
- effekt- eller strömbrytare, som förmår att bryta lastströmmar och kortslutningsströmmar
- lastfrånskiljare, som bara kan bryta lastströmmar
- frånskiljare, som inte har någon förmåga att släcka ljusbågen som uppstår när man öppnar en kontakt där en stor ström går och därför måste kombineras med en apparat som bryter strömmen, och
- kontaktorer, som är byggda för att bryta och koppla strömmar ofta.